# Zopp
zopp（ゾップ、1980年2月29日 - ）は、日本の作詞家、音楽プロデューサー。ザザ所属。血液型はO型。代表作に修二と彰「青春アミーゴ」、山下智久「抱いてセニョリータ」がある。

## 略歴
16歳の時に初めてアメリカへ留学。勉強の一環として様々なアーティストの英語の歌詞を日本語に翻訳するうちに、歌詞の内容に感動し、自分が経験したことを誰かにも伝えたいと思い、作詞を始めるようになった。
作詞をする上では「ストーリー性・インパクト・歌いやすさ・個性」を大切にしており、『作詞クラブ』を主宰している。
マサチューセッツ州ボストンの大学でコンピュータテクノロジーを専攻する。
2013年11月11日に処女作『1+1=Namida』（出版：マガジンハウス）で小説家デビュー。2014年に公式HPを開設。
2016年にカクメイゼンヤ・エンターテイメントを設立し、本格的なプロデュース業を始める。第1弾として「RECOJO」をプロデュース。
2018年、7月7日をもってRECOJOが解散することと、女性アイドルプロジェクト第2弾として「エレファンク庭（ガーデン）」を2019年に始動することを発表した。

## 代表作品
青春アミーゴ（修二と彰）
2005年オリコン年間シングルランキング1位。2006年オリコン年間シングルランキング3位。2006年カラオケ年間ランキング1位。第20回日本ゴールドディスク大賞でソング・オブ・ザ・イヤー受賞。第78回選抜高等学校野球大会入場行進曲。売上162.9万枚。
抱いてセニョリータ（山下智久）
山下智久主演ドラマ『クロサギ』の主題歌。2006年オリコン年間シングルランキング4位。売上60万枚。
ミソスープ（テゴマス）
ジャニーズ事務所初のスウェーデン先行発売。2007年度スウェデイッシュゴールド大賞受賞。

## 小説
1+1=Namida（出版元：マガジンハウス）
本作を書き上げるのに4年（構想半年、執筆3年半）を費やした。作品を語る上で欠かせないことは「作詞家が書いた小説」であること。執筆に取り掛かる前の作品はもちろん、執筆中に書いていた歌詞も本作のモチーフになっている。まとめサイトで、モチーフになっている作品と噂されているのは、「青春アミーゴ」、「抱いてセニョリータ」、「口づけでアディオス」、「2人/130000000の奇跡」、「キッス〜帰り道のラブソング」などである。特に「青春アミーゴ」、「抱いてセニョリータ」、「口づけでアディオス」の3曲は「スペイン歌謡曲三部作」とzopp本人は言っており、3曲を通して1つの物語になっている。
本書は2013年10月25日にKindle連載の18作品に選ばれる。
天使の代償（zopp公式HP連載終了）
本作は自身の処女小説「1+1=Namida」の続編である。
ソングス・アンド・リリックス（2016年1月15日、講談社文庫）
作詞業界にスポットを当てた青春音楽小説。
帯コメントは前作同様にMAN WITH A MISSIONのJean-Ken Johnnyがコメントを寄せている。

## プロデュース
- RECOJO[6]
- エレファンク庭（ガーデン）[7]

## 提供作品

### ジャニーズ関係
- 修二と彰
  - 青春アミーゴ（2005年）
- 亀と山P
  - 逆転レボルシオン（2017年）
- 山下智久
  - 抱いてセニョリータ（2006年）
  - ME（2009年）
  - 口づけでアディオス（2010年）
  - 月と太陽のラプソディ（2011年）
  - サンタマリア（2011年）
  - Tokyo Sinfonietta（2011年）
- NEWS
  - BEACH ANGEL（2004年）
  - Party Time（2005年）
  - 夢の数だけ愛が生まれる（A cappella version）（2005年）
  - 夢の数だけ愛が生まれる（2005年）
  - サヤエンドウ（2006年）
  - 裸足のシンデレラボーイ（2006年）
  - with me（2007年）
  - Why（2007年）
  - SUMMER TIME（2008年）
  - EASY COME, EASY GO（2008年）
  - ガンガンガンバッテ（2008年）
  - 恋のABO（2009年）
  - ラビリンス（2009年）
  - FREEDOM（2010年）
  - 2人/130000000の奇跡（2010年）
  - Dancin' in the Secret(2010年）
  - BE FUNKY!（2010年）
  - Fighting Man（2010年、真部小里との共作）
  - Quntastic!（2012年）
  - ベサメ・ムーチョ〜狂おしいボレロ〜（2013年）
  - Sweet Martini（2015年）
- 増田貴久・山下智久・小山慶一郎
  - みんながいる世界をひとつに 愛をもっとGive & Takeしましょう（2008年）
- 手越祐也・錦戸亮・加藤成亮
  - 愛なんて（2007年）
- 小山慶一郎
  - 愛のエレジー（2016年）
- テゴマス
  - ミソスープ（2006年）
  - キッス〜帰り道のラブソング〜（2007年）
  - キミ+ボク=LOVE?（2007年）
  - 希望の光を心に灯そう（2007年）
  - アイアイ傘（2008年）
  - 僕のシンデレラ（2008年）
  - ただいま、おかえり（2009年）
  - ら・ら・桜（2009年）
  - 片想いの小さな恋（2009年）
  - 雨のち晴れ（2009年）
  - パスタ（2010年）
  - 卒業アルバム（2011年）
  - 雪だるま（2011年）
  - 猟奇的ハニー（2011年）
  - ハルメキ（2014年）
  - タイムマシン（2014年）
- Hey! Say! JUMP
  - OVER（2011年）
- 髙木雄也
  - 題名の無い物語
- SMAP
  - Cry for the Smile（2010年）
  - 前に!（2012年）
- タッキー&翼
  - 土壇場ドリーマー（2012年）
- V6
  - 僕らの手のひら（2012年）
  - 一生で最後の恋（2012年）
- Sexy Zone
  - ベイサイドエレジー（2012年）
  - 完全マイウェイ（2012年）
  - Congratulations（2014年）
  - フレンド（2016年）
  - Don't run away（2019年）
- 松島聡
  - Break out my shell（2016年）
- Kis-My-Ft2
  - S.O.KISS（2011年）
  - Girl is mine（2012年）
  - 運命Girl（2013年）
  - Catch Love（2013年）
  - Diamond Honey（2013年）
  - ずっと〜You are my Everything〜（2014年）
- ジャニーズWEST
  - バンザイ夢マンサイ!（2014年）
  - Criminal（2014年）
  - Can't stop（2014年）
  - バリ　ハピ（2015年）
  - Eternal（2015年）[9]
- GOLF&MIKE
  - ニッポン アイニイクヨ（2007年、稀月真皓との共作）
- GYM
  - My Angel（2006年、谷藤律子との共作）
- Ya-Ya-yah
  - 愛しのプレイガール（2006年）
- トリオ・ザ・シャキーン
  - いただきマス!（2007年）
- ENHYPEN
  - Always（2022年）

### アニメ関係
- 中川かのん starring 東山奈央
  - ALL 4 YOU（2010年）
  - LOVE KANON（2010年）
  - ハッピークレセント（2010年）
  - YES-TODAY（2011年）
  - ウラハラブ（2011年）
  - 想いはRain Rain（2011年）
  - ダーリンベイビ（2011年）
  - 夏色サプライズ（2011年）
  - サマーボーイ（2011年）
  - 桜色卒業（2012年）
  - バレバレ・バレンタイン（2012年）
  - かのん100%（2013年）
  - 君色ラブソング（2013年）
  - 青春パラダイス（2013年）
  - ろまんてぃっく愛情（2013年）
  - 秋色片想い（2013年）
  - 瞳からスノー（2013年）
  - 恋に落ちたサンタ（2013年）
  - 歩いていくもん（2013年）
- 中川かのん&水蓮時ルカ starring 東山奈央&山崎はるか
  - リンゴリボン（2013年）
  - ヘルプルミミ（2013年）
- BATON＝RELAY
  - Start me up（2019年）
  - かけだしのモノローグ（2019年）
  - ミライ＝バトン（2019年）
  - 四月のDreams come true（2019年）
  - MAJI de MAGIA（2019年）
  - ビバフィーバーバンビーナ（2019年）
  - 四葉のクローバー〜10000分の1の君〜（2019年）
  - 金糸雀（2019年）
  - TADAIMA（2019年）
  - Daylight Sinfonia（2019年）
  - 月光アイ歌（2019年）
- 蓮ノ空女学院スクールアイドルクラブ
  - マハラジャンボリーII（2025年） - みらくらぱーく！

### 女性アイドル・アーティスト
- Superfly
  - 天上天下唯我独尊（2016年）
- ピポ☆エンジェルズ
  - 5989 4989（コクハクシクハック）（2003年）
- T-ARA
  - Bo Peep Bo Peep（2011年）
  - LOVE ME !〜あなたのせいで狂いそう（2011年、RAP詞のみ）
- Spontania
  - 愛より強いもの（2011年）
- Kylee
  - My Best Friend（2011年）
- LIV MOON
  - 溺れる人魚（2011年）
  - 堕天使の笑み（2012年）
  - Fugitive（2012年）
  - Kiss me Kill me（2012年）
  - 黄金の涙（2012年）
  - The End of the Beginning（2012年）
  - Black Fairy（2012年）
  - Fountain of my Pleasure（2012年）
  - Ride or Die（2015年）
- AKANE LIV
  - HIKARI（2014年）
- ももいろクローバーZ
  - 上球物語 -Carpe diem-（2013年）
  - Guns N'Diamond（2016年）※作詞・作曲・編曲
  - 華麗なる復讐（2019年）
  - stay gold（2019年）
- ももたまい
  - 夜更けのアモーレ（2016年）
- ELISA
  - ミレナリオ（2014年）
  - Shout my heart（2014年）
  - Story of my love（2014年）
  - Rain or Shine（2016年）
  - No pain No gain（2016年）
  - Ark（2016年）
- 東京パフォーマンスドール
  - 現状打破でLove you（2017年）
- 井口裕香
  - Fun Fanfare（2014年）
  - 指先ファンタジー（2015年）
  - 変わらない強さ（2016年）
  - ピリオドのない雨（2016年）
  - Bye Bicycle（20174年）
  - 革命前夜（2018年）
  - 終わらない歌（2018年）
- A応P
  - Never Say Never（2013年）
  - アリノママMY WAY（2013年）
  - Stay Gold（2015年）
- elfin'
  - Colorful Fantasy（2015年）
- はちみつロケット
  - 恋メラ（2015年）
  - ギリギリサマー（2015年）
  - はちみつロケット〜黄金の七人〜（2018年）
  - バカイズム（2018年）
- ベイビーレイズJAPAN
  - シンデレラじゃいられない
- OVER THE TOP
  - ビバ無我夢中
- ONE CHANCE
  - ステイハングリー・ステイフーリッシュ（2018年）
  - Don't think, feel（2018年）
  - 殴られてもいい（2018年）
  - 私には夢がある（2019年）
- つぼみ大革命
  - 走り出せ希望（2019年）
  - 正念場DoDa（2021年）
- 風男塾
  - DDD（2020年）
- notall
  - 電光石火ちょうだい（2021年）
- ファーストサマーウイカ
  - 波乱万丈Go my way!（2021年）
- 佐藤優樹
  - ロマンティックなんてガラじゃない（2023年）
  - 夢に出てこないでよ（2023年）
- 稲場愛香
  - 終わらないインソムニア（2025年）
  - いい子じゃいられNight（2025年）

### 男性アイドル・アーティスト
- 超特急
  - Seventh Heaven（2016年）※作詞・作曲
  - The End for Beginning（2017年）※作曲
  - 超越マイウェイ（2018年）※作詞・作曲
- koma'n
  - 潮騒エレジー（2016年）
  - 桜ノシタ（2016年）
  - ヒトクリ（2016年）
- チャン・グンソク
  - Endless Summer（2016年）
- CODE-V
  - 大好きで大嫌い（2018年）
- 佐藤宣彦
  - 静かに眠れ（2013年）
- ESCOLTA
  - 生まれかわれるなら（2007年）
  - さよなら（2008年）
- 3PeaceLovers
  - My True Love（2013年）
- 岡本信彦
  - Want you（2015年）
- 神谷浩史
  - イズムリズム（2017年）
  - Chuuu!!!（2021年）
- KAmiYU
  - ロマンス輪廻（2018年）
- 田原俊彦
  - 夢幻LOVE（2021年）

### 作詞アドバイザー
- SCREW
  - Get You Back（英詞）（2013年）
  - EVERYTHING'S A LITTLE CRAZY RIGHT NOW.（英詞）（2013年）
- little voice（黒猫チェルシー）
  - 涙のふたり（2015年）
- 黒猫チェルシー
  - グッバイ（2016年）
- MACO
  - 恋人同士（2016年）
  - 恋するヒトミ（2017年）
- Softly
  - ポケットの中（2017年）
- 妄想キャリブレーション
  - 旅は君連れ世は情け（2018年）

## 出演

### TV出演
- ペケ×ポン
- ザ・プライムショー
- アイドル☆リーグ!
- musicる TV
- ラストアイドル
- 関ジャム 完全燃SHOW
- じっくり聞いタロウ〜スター近況（秘）報告〜（2023年9月15日、テレビ東京）

### ラジオ出演
- ジョイミューラジオ（Inter FM）- メインパーソナリティ